# 海尔斯布龙
海尔斯布龙（德語：Heilsbronn，發音：[haɪlsˈbʁɔn] ⓘ）是德国巴伐利亚州中弗兰肯行政区安斯巴赫县的城市，面积62.23平方千米，2023年12月31日人口为9,832人。

## 友好城市
- 德国 普劳恩 约斯尼茨区（德语：Jößnitz）
- 法國 奥布雅